# Lorraine (песня)
«Lorraine» (с англ. — «Лоррейн») — песня болгарской группы «Kaffe» на Евровидение-2005 в Киеве. Это было первое участие Болгарии в конкурсе. Авторами песни являются Веселин Веселинов-Еко и Орлин Павлов, члены группы «Kaffe».

## Скандал на Национальном отборе
Первое издание внутреннего конкурса, в котором определилось, какая болгарская песня будет представлять страну на Евровидение, завершилось скандалом. На концерте в Зала 1 на Национальном дворце культуры участвовали 12 песен финалисты. Победителем стала «Lorraine» на группы «Kaffe», за которую зрители проголосовали в общей сложности 76 590 с SMS и по телефону. Вторым с 48 803 голосами остались дуэт Слави Трифонов (известный болгарский шоумен) и Софи Мариновой с песня «Единствени». Конфликт вспыхнул, когда Слави Трифонов и его група «Ку-ку Бенд» вышли на сцену, но отказались петь. Трифонов сделал заявление, что согласно полученной им информации, конкурс был куплен. Он объяснил, что с помощью около ста телефонных карточек за менее чем 24 часа было набрано не менее 60 000 голосов в пользу «Kaffe». Он добавил, что вся операция обошлась в 50 000 лева.
Генеральный директор БНТ Ульяна Пръмова обвинила Трифонов в нарушении правил конкурса и попытка провалить первое выступление страны на Евровидение. «Очевидно, это плохо для государства, когда Слави Трифонов не побеждает», комментирала она. Пръмова отрицалала, что БНТ ответственна за результаты голосования. Болгарское национальное телевидение предоставило распечатку, показывающую, что к вечеру пятницы за «Kaffe» было проголосовано около 7600 раз, а затем в 17:00 в субботу число голосов превысило 40 000. Из данных стало понятно, что огромный скачок происходил как от SMS и операторов мобильной связи, так и от звонков на стационарные телефоные номера к БТК (Българска телекомуникационна компания).

## Подозрения в плагиате
Незадолго до начала Евровидение-2005, в трех последовательных передачи на юмористическое шоу «Господари на Ефира» по «Нова телевизия» ведущие показывали три песни, очень похожие на «Lorraine». Одна из них, «Looking in the Mirror», написал басист «Kaffe» Веселин Веселинов-Эко в 1999 года для англичанина Роберта МакКенна. Вторая, «Не си отивай от мен», пел Руслан Мъйнов в 2001 года. Третая версия пела поп-фолк певица Деси Слава в 2004 года. Тем не менее, плагиат не был доказан.

## Евровидение-2005
В полуфинале конкурса Евровидение-2005 «Lorraine» заняла 19-е место, и не прошла в финал. Это худший результат Болгарии на Евровидение.